# La Mise à mort du travail
Pour plus de détails, voir Fiche technique et Distribution.
La Mise à mort du travail est une série documentaire française de Jean-Robert Viallet, sur une idée originale de Christophe Nick, sortie en 2009. Elle est découpée en trois volets : la destruction, l'aliénation et la dépossession. Cette série documentaire explique comment les logiques de rentabilité pulvérisent les liens sociaux et humains.

## Controverses
La société Carglass a poursuivi le documentariste Jean-Robert Viallet pour diffamation. Ses accusations se fondent sur trois propos du film tenus en voix off. La dix-septième chambre du tribunal de Paris a tranché qu'il n'y a diffamation dans aucun des trois points soulevés.

« Voilà pourquoi la sélection à l'embauche répond à des critères très particuliers : trouver les individus qui n’auront pas d’autres choix que se soumettre. Un profil qui n'a rien d'évident. »

— La Mise à mort du travail

## Distinctions
- Lauréat du prix Albert-Londres de l'audiovisuel
- Prix du Syndicat français de la critique de cinéma et des films de télévision, meilleur documentaire 2010